# Synagoge (Volyně)
Koordinaten: 49° 10′ 0,4″ N, 13° 53′ 23,8″ O

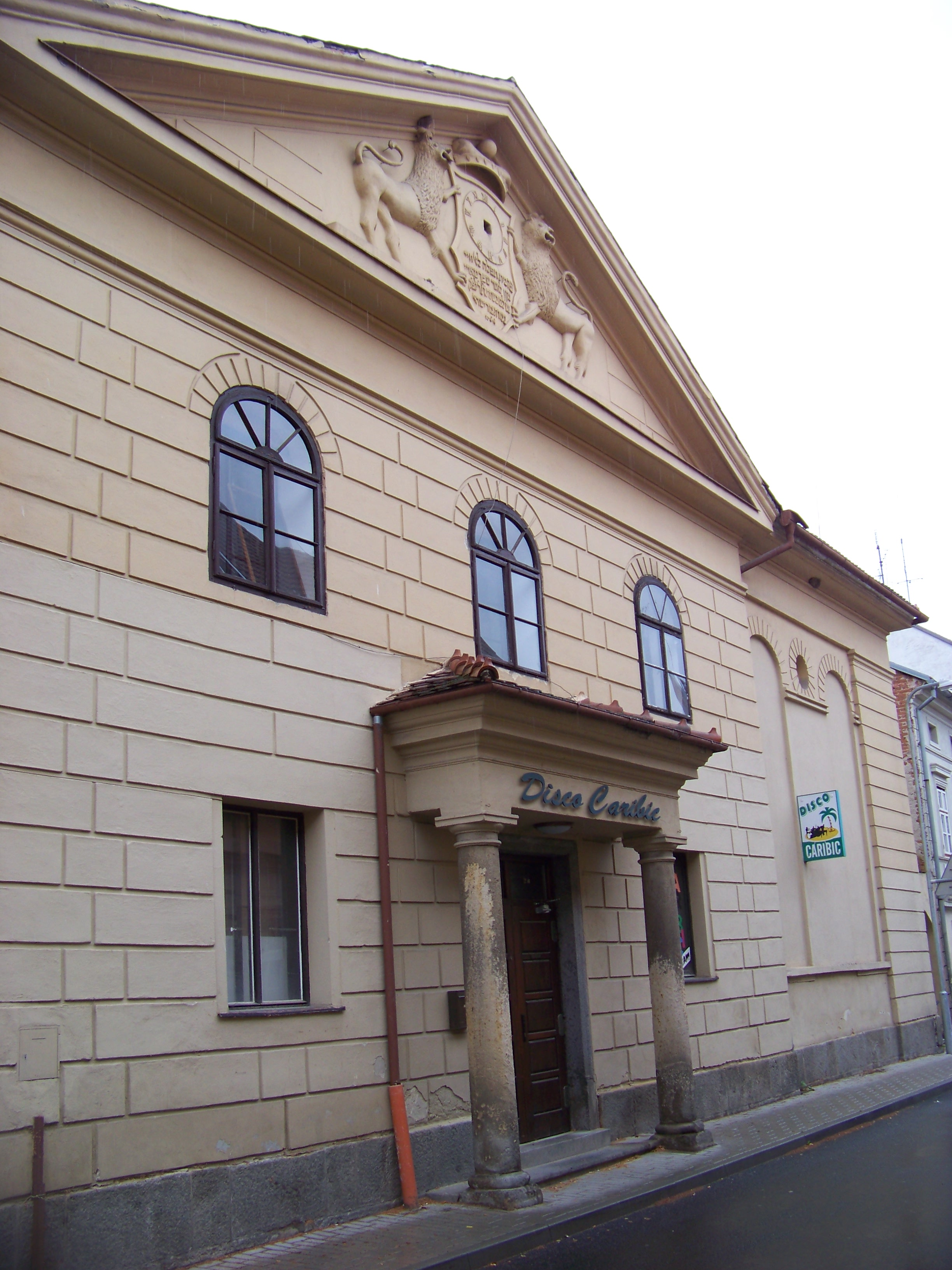
Synagoge in Volyně

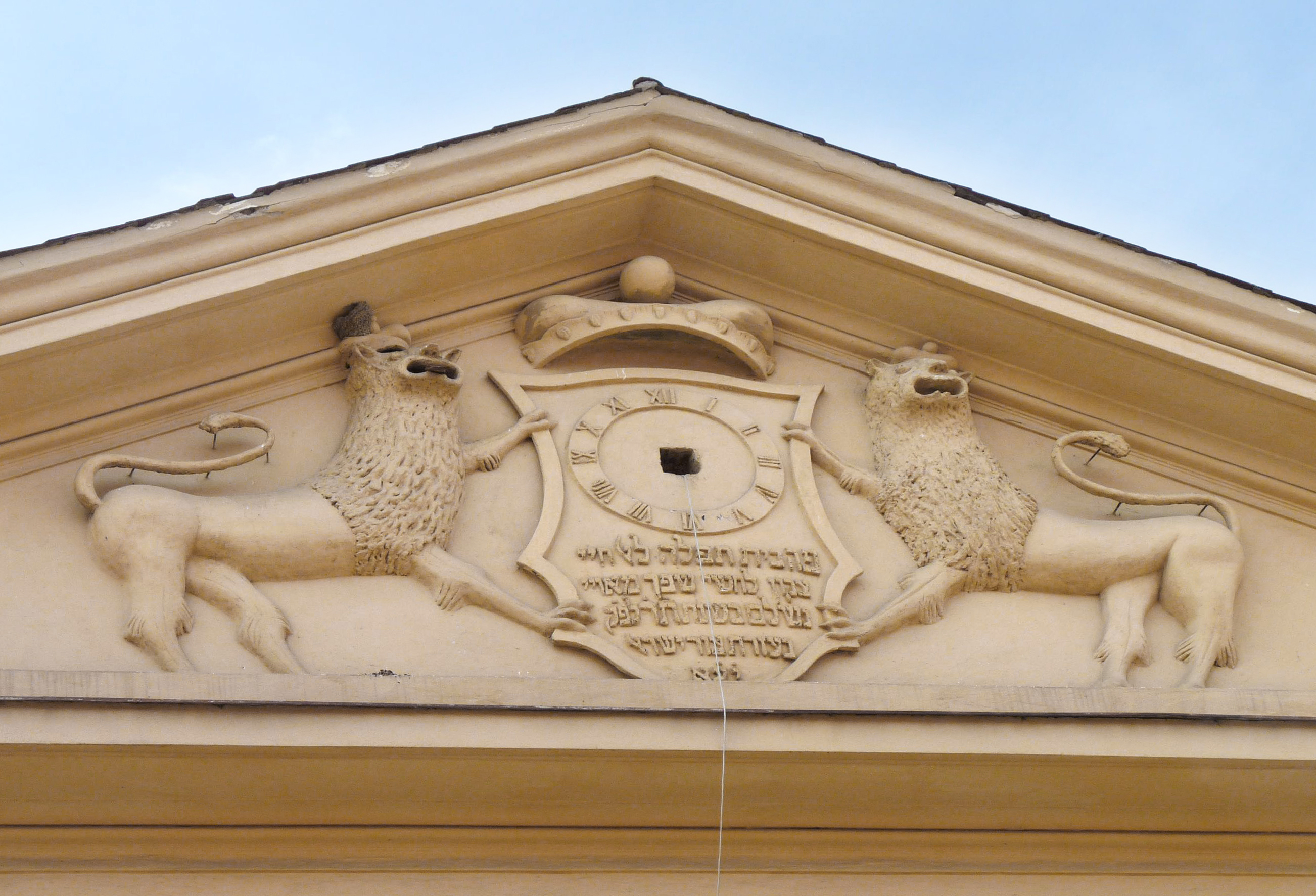
Giebeldreieck mit hebräischer Inschrift

Die Synagoge in Volyně (deutsch Wolin),  einer tschechischen Stadt im Okres Strakonice der Südböhmischen Region, wurde 1838 bis 1840 errichtet. Die profanierte Synagoge ist seit 1988 ein geschütztes Kulturdenkmal.

## Beschreibung
Die klassizistische Synagoge im Bereich des ehemaligen Ghettos wurde 1890 renoviert und diente der jüdischen Gemeinde als Gotteshaus bis zur deutschen Besatzung. Nach dem Zweiten Weltkrieg wurde das Gebäude als Kino und Diskothek genutzt. 
Der klassizistische Toraschrein zur Aufbewahrung der Thorarollen in der Synagoge wird im Stadtmuseum aufbewahrt.